# Клодий Помпеян
Клодий Помпеян (на латински: Clodius Pompeianus) е политик и сенатор на Римската империя през 3 век.

## Биография
Произлиза от фамилията Клавдии Помпеяни от Антиохия в Сирия. Вероятно е потомък на Тиберий Клавдий Помпеян (консул 173 г.). Вероятно е внук или син на Луций Клодий Помпеян, който е суфектконсул 202 или 203 г.
През 241 г. Помпеян е консул заедно с император Гордиан III. През 244 г. Помпеян е consularis aedium sacrarum (строителен куратор на Рим).